# Samantha Ryan
Samantha Ryan (Shawnee (Kansas), 3 maart 1978) is een pornografisch actrice geboren in Kansas. Afstuderen deed ze aan de Shawnee Mission Northwest High School in Kansas in 1996 waarna ze naar de Universiteit van Kansas ging. Ze begon met haar pornografische carrière rond 2004, toen ze ongeveer 26 was. Sindsdien verscheen ze in 140 films. Ook heeft ze in 2007 de video Sorority Sluts: Iota Eta Pi geregisseerd.

## Prijzen
Ryan werd genomineerd voor in totaal zes AVN Awards, namelijk:
- 2006 - Beste seksscène bestaande uit alleen vrouwen in War of the Girls.
- 2007 - Beste groepseksvideo in Butt Pirates of the Caribbean.
- 2008 - Beste soloseksscène in All by Myself.
- 2009 - Beste seksscène bestaand uit alleen vrouwelijke koppels in Girls Kissing Girls.
- 2011 - Beste actrice in Awakening to Love.
- 2011 - Beste seksscène van koppels in Gigolos.